# Control automático del tren

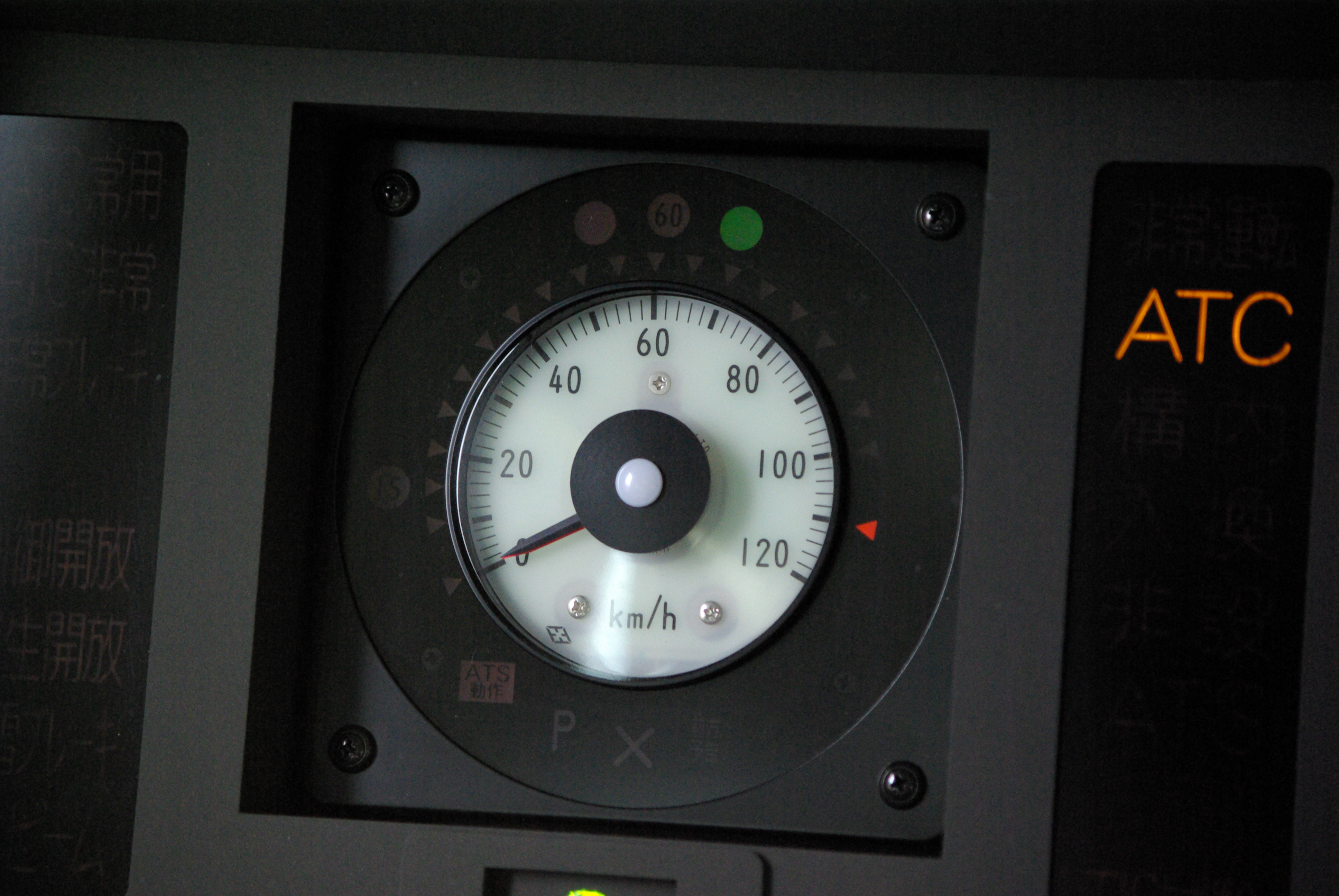
Dial indicador de estilo japonés de un sistema ATC

El Control Automático del Tren (ATC por las siglas de su nombre original en inglés: Automatic Train Control), es una clase general de sistemas de protección de trenes utilizados en el transporte ferroviario, que involucran un mecanismo de control de velocidad en respuesta a entradas externas. Por ejemplo, el sistema podría aplicar automáticamente el freno de emergencia si el maquinista no reacciona a una señal de peligro. Los sistemas ATC tienden a integrar varias tecnologías de señalización en cabina, y utilizan patrones de desaceleración graduales, en lugar de los frenados bruscos característicos de los sistemas de detención automática de trenes (ATS), una tecnología más antigua. El ATC también se puede usar con operación automática de trenes (ATO) y generalmente se considera que es una parte de seguridad crítica dentro de un sistema ferroviario.
El término es especialmente común en Japón, donde el ATC se ha usado en todas las líneas del Shinkansen (tren bala) y en algunas líneas ferroviarias convencionales, como reemplazo del ATS.

## Antecedentes

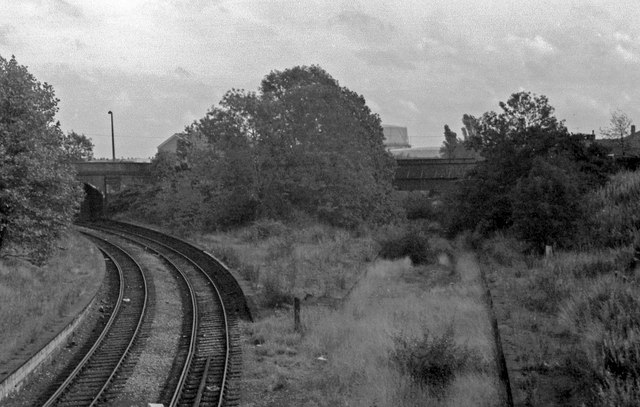
Vista de las vías abandonadas cerca de la estación de Priestfield en 1978, donde se puede apreciar el tercer carril con la rampa del ATC en la vía derecha

Desde comienzos del siglo XX ha habido numerosos sistemas de seguridad diferentes denominados "control automático de trenes". El primer dispositivo experimental designado con este nombre fue instalado en enero de 1906 por el Great Western Railway en el Reino Unido, concretamente en la Línea del Ramal de Henley, aunque actualmente se denominaría un sistema de advertencia automático (AWS) porque en esta primera versión el maquinista conservaba el control total del frenado.
Una vez desarrollado, el sistema ATC del GWR consistía en un tercer riel más alto instalado dentro de la vía junto a una señal luminosa, con una rampa de aproximación (denominada la "rampa ATC") en cada extremo. Una zapata de contacto eléctrico estaba unida a la parte inferior del bastidor de la locomotora, de forma que cuando esta pasaba junto a la señal, la zapata entraba en contacto con el riel central. Si la señal estaba en rojo ordenando la detención del tren, entonces el tercer riel quedaba sometido a una tensión eléctrica.
Cuando se desplazaba hacia arriba la zapata de contacto al pasar sobre el tercer riel elevado, sonaba una bocina en la cabina. Y si el tercer carril estaba sometido a una tensión eléctrica al estar la señal en rojo, también sonaba un timbre. La bocina indicaba al maquinista la presencia de la próxima señal. Entonces, si la señal estaba en rojo y no se iniciaba la maniobra de detención en un tiempo determinado, se activaba un sistema de detención automática de tren (ATS). En las pruebas realizadas, el GWR demostró la eficacia de este sistema al enviar un tren expreso a toda velocidad rebasando una señal de preaviso de precaución. El tren pudo para de forma segura antes de rebasar la señal de parada en rojo.

Este primer ATC del GWR se parecía mucho al Crocodile, un sistema francés desarrollado anteriormente. El sistema estuvo en uso en el Reino Unido hasta la década de 1970, siendo reemplazado por el desarrollo posterior del sistema de alarma automático (AWS).

## África

### Egipto
El informe del accidente de 2006 en Qalyoub(que provocó 58 muertes y más de 140 heridos) menciona como causa el deficiente mantenimiento del sistema ATC.

### Sudáfrica
En 2017, se contrató a Huawei para instalar GSM-R en parte de su red para proporcionar servicios de comunicación a los sistemas automáticos de protección de trenes.

## Asia

### Japón
En Japón, el sistema de control automático de trenes (ATC) se desarrolló para trenes de alta velocidad como el Shinkansen, que viajan tan rápido que el maquinista casi no tiene tiempo para reconocer las señales situadas al pie de la vía. El sistema ATC envía señales de alta frecuencia (AF) que transportan información sobre el límite de velocidad para la sección de vía específica controlada por un circuito de vía. Cuando estas señales se reciben a bordo, la velocidad del tren en eses momento se compara con el límite de velocidad y los frenos se aplican automáticamente si el tren viaja demasiado rápido. Los frenos se sueltan tan pronto como el tren frena por debajo del límite de velocidad. Este sistema ofrece un mayor grado de seguridad, evitando colisiones que puedan producirse por errores del maquinista, por lo que también se ha instalado en líneas muy transitadas, como la Línea Yamanote de Tokio y algunas líneas de metro.
Aunque el ATC aplica los frenos automáticamente cuando la velocidad del tren excede el límite de velocidad, no puede controlar la potencia del motor o la posición de parada del tren cuando entra a las estaciones. Sin embargo, el
sistema Automatic Train Operation (ATO) puede controlar automáticamente la salida de las estaciones, la velocidad entre estaciones y la posición de parada en las estaciones. Se ha instalado en algunos ferrocarriles subterráneos.
Sin embargo, el ATC tiene tres desventajas. En primer lugar, el avance no se puede aumentar debido al tiempo de funcionamiento en vacío entre la liberación de los frenos en un límite de velocidad y la aplicación de los frenos en el siguiente límite de velocidad más lento. En segundo lugar, los frenos se aplican cuando el tren alcanza la velocidad máxima, lo que significa una reducción de la comodidad del viaje. En tercer lugar, si el operador desea operar trenes más rápidos en la línea, primero se deben cambiar todos los equipos relevantes relacionados con la vía y a bordo.

#### ATC analógico

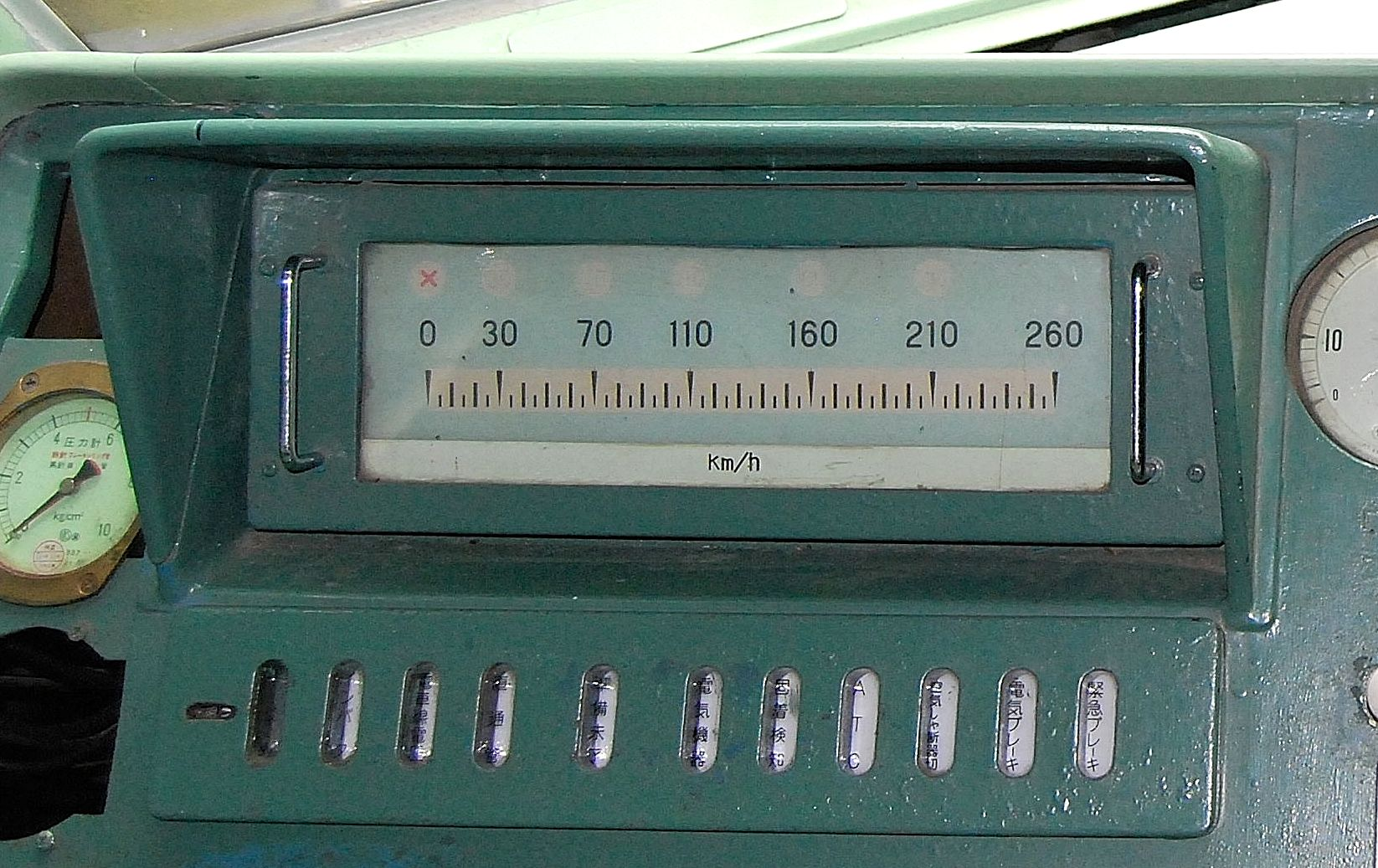
Velocímetro en la cabina de un tren de la Serie 0, que muestra las luces del ATC en la parte superior de las marcas de velocidad

Se han utilizado los siguientes sistemas analógicos:
- ATC-1: ATC-1 se utiliza en las líneas Shinkansen de Tōkaidō y de Sanyō desde 1964. El sistema utilizado en el Tōkaido está clasificado como ATC-1A y como ATC-1B en el Sanyō. Originalmente utilizando los límites de velocidad en la vía de 0, 30, 70, 110, 160 y 210 km/h, se actualizó para emplear los límites de velocidad de 0, 30, 70, 120, 170, 220, 230, 255, 270, 275, 285 y 300 km/h con la introducción de nuevo material rodante en ambas líneas. Las variantes incluyen el ATC-1D y el ATC-1W. Este último se usa exclusivamente en el Shinkansen Sanyō. Desde 2006, el sistema ATC-1A del Shinkansen Tōkaidō ha sido reemplazado por el ATC-NS.
- ATC-2: Usado en las rutas Shinkansen de Tōhoku, Jōetsu y Hokuriku, utilizaba límites de velocidad en la vía de 0, 30, 70, 110, 160, 210 y 240 km/h. En los últimos años, el ATC-2 ha sido reemplazado por el DS-ATC digital. El sistema ATC-2 japonés no debe confundirse con el sistema ATC Ansaldo L10000 (también conocido como ATC-2) utilizado en Suecia y Noruega, que es similar a los sistemas ATC EBICAB 700 y 900 utilizados en algunas otras partes de Europa.
- ATC-3 (WS-ATC): En realidad, la primera puesta en servicio del ATC en Japón, se usó por primera vez en la Línea Hibiya (junto con ATO) en 1961 y luego en la Línea Tōzai del Metro de Tokio. Sus siglas significan Wayside-ATC. Ambas líneas se convirtieron al New CS-ATC (ATC-10) en 2003 y 2007 respectivamente. El WS-ATC también se utiliza en 5 líneas del Metro de Osaka (Midōsuji, Tanimachi, Yotsubashi, Chuo y Sakaisuji).
- ATC-4 (CS-ATC): Utilizado por primera vez en la Línea Chiyoda (que interopera con la Línea Jōban del JR East) en 1971, el CS-ATC (que significa Cab Signalling-ATC), es una tecnología ATC analógica que utiliza un en control basado en tierra y, como todos los sistemas ATC, utilizaba señalización de cabina. El CS-ATC utiliza límites de velocidad de 0, 25, 40, 55, 75 y 90 km/h. Su uso se ha extendido para incluir la Línea Ginza (CS-ATC introducido en 1993, cambiado a New CS-ATC), la Línea Marunouchi (CS-ATC introducido en 1998) y, más recientemente, la Línea Yūrakuchō (CS-ATC habilitado en 2008). También se utiliza en todas las líneas del Metro Municipal de Nagoya y en 3 líneas del metro de Osaka (Sennichimae, Nagahori Tsurumi-ryokuchi y Imazatosuji).
- ATC-5: Introducido en la Línea Sōbu (Rápida) y en la Línea Yokosuka de 1972 a 1976, con límites de velocidad establecidos de 0, 25, 45, 65, 75 y 90 km/h. El ATC-5 fue desactivado en ambas líneas en 2004 a favor del sistema de detención automática de tren (ATS).
- ATC-6: Introducido en 1972, utilizado en la Línea Saikyō y (anteriormente) en la Línea Keihin-Tōhoku (a través del servicio con la Línea Negishi, introducido en 1984) y la Línea Yamanote (introducido en 1981). Algunos trenes de mercancías también estaban equipados con ATC-6. En 2003 y 2006, las líneas Keihin-Tōhoku y Yamanote reemplazaron sus sistemas ATC-6 por el D-ATC.
- ATC-9: Usado en la Línea Chikuhi (a través del servicio con la Línea Kūkō del Metro de Fukuoka) en Kyūshū.
- ATC-10 (Nuevo CS-ATC): Desarrollado a partir del ATC-4 (CS-ATC), el ATC-10 puede ser parcialmente compatible con el D-ATC y completamente compatible con la tecnología del antiguo CS-ATC (ATC-4). El ATC-10 puede verse como un híbrido de tecnología analógica y digital, aunque no se recomienda el uso del ATC-10 con D-ATC debido al bajo rendimiento del freno de servicio completo durante los ensayos de prueba. Se utiliza en todas las líneas del Metro de Tokio, en la Línea Tōkyū Den-en-toshi, en la Línea Tōkyū Tōyoko y en el Tsukuba Express.
- ATC-L: utilizado en la Línea Kaikyō (incluida la sección del túnel Seikan) junto con un sistema ATS entre 1988 y 2016. Reemplazado por el DS-ATC tras la apertura del Shinkansen Hokkaido.

#### ATC digital

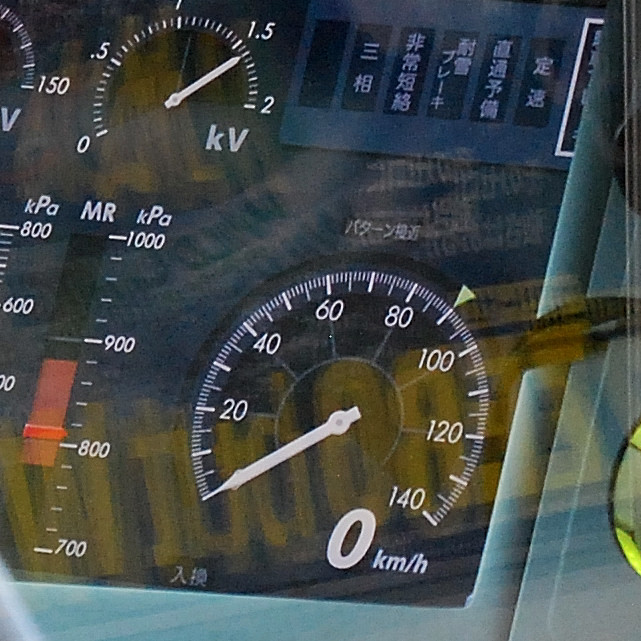
Indicador de un sistema D-ATC, usado en los trenes de la Serie E233

El sistema ATC digital utiliza los circuitos de vía para detectar la presencia de un tren en la sección y luego transmite datos digitales desde el equipo de vía al tren con los números del circuito de vía, el número de secciones libres (circuitos de vía) al próximo tren que está adelante y el andén al que llegará el tren. Los datos recibidos se comparan con los datos sobre los números de circuito de vías guardados en la memoria a bordo del tren y se calcula la distancia hasta el próximo tren que se encuentra adelante. La memoria integrada también guarda datos sobre las pendientes de la vía y los límites de velocidad sobre curvas y desvíos. Todos estos datos forman la base para la toma de decisiones del ATC para controlar los frenos de servicio y detener el tren en su caso.
En un sistema ATC digital, el patrón de circulación determina la curva de frenado para detener el tren antes de que ingrese a la siguiente sección de vía ocupada por otro tren. Suena una alarma cuando el tren se acerca al inicio de la pauta de frenado y los frenos se aplican cuando la velocidad excede esta pauta de frenado. Los frenos se aplican primero suavemente para garantizar una menor incomodidad de los viajeros, y posteriormente con más fuerza hasta que se alcanza la desaceleración óptima. Los frenos se aplican más suavemente cuando la velocidad del tren debe rebajarse a una velocidad establecida por debajo del límite de velocidad. La regulación de la fuerza de frenado de esta manera permite que el tren desacelere de acuerdo con la pauta de frenado, al tiempo que garantiza la comodidad del viaje.
También hay una pauta de frenado de emergencia además de la pauta de frenado normal, y el sistema ATC aplica los frenos de emergencia si la velocidad del tren excede este patrón de frenado de emergencia.
El sistema ATC digital tiene una serie de ventajas:
- El uso del control de freno de un solo paso permite operaciones de alta densidad, porque no hay tiempo de funcionamiento en vacío debido a la demora de operación entre la liberación del freno en la etapa de límite de velocidad intermedia.
- Los trenes pueden circular a la velocidad óptima sin necesidad de iniciar una deceleración anticipada, porque se pueden crear pautas de frenado adecuados para cualquier tipo de material rodante en función de los datos de los equipos de vía que indican la distancia hasta el próximo tren. Esto hace posible la operación mixta de trenes expresos, locales y de mercancía en la misma vía a la velocidad óptima.
- No hay necesidad de cambiar el equipo ATC situado al pie de la vía cuando circulen trenes más rápidos en el futuro.[7]

Hasta la fecha, se utilizan los siguientes sistemas ATC digitales:
- D-ATC: Se usa en líneas que no son de alta velocidad de la East Japan Railway Company (JR East). Sus siglas significan Digital ATC. Su principal diferencia con la tecnología ATC analógica más antigua es el cambio del control basado en tierra al control basado en el tren, lo que permite que el frenado refleje la capacidad de cada tren y mejora la comodidad y la seguridad. El hecho de que también pueda aumentar las velocidades y proporcionar horarios más densos es importante para los concurridos ferrocarriles de Japón. El primer D-ATC se habilitó en la sección de vía de Tsurumi a Minami-Urawa en la Línea Keihin-Tōhoku el 21 de diciembre de 2003 tras la adaptación de los trenes de la Serie 209 para admitir D-ATC. La Línea Yamanote también fue habilitado para el D-ATC en abril de 2005, tras el reemplazo de todo el antiguo material rodante de la Serie 205 por los nuevos trenes de la Serie E231 habilitados para D-ATC. Hay planes para que el D-ATC se habilite en el resto de la Línea Keihin-Tohoku y en la Línea Negishi, en espera de la conversión de los sistemas de a bordo y terrestres. El sistema ATC de la Línea Toei Shinjuku en uso desde el 14 de mayo de 2005 es muy similar al D-ATC. Desde el 18 de marzo de 2006, el Digital ATC también se ha habilitado para el Tōkaidō Shinkansen, el Shinkansen original propiedad de la Central Japan Railway Company, en sustitución del antiguo sistema ATC analógico. El D-ATC se usa con el THSR 700T creado para el Tren de Alta Velocidad de Taiwán, que se inauguró a principios de enero de 2007.
- DS-ATC: Implantado en las líneas Shinkansen operadas por JR East. Sus siglas significan comunicación y control digital para Shinkansen-ATC. Se utiliza en los Shinkansen Tōhoku, Hokkaidō, Joetsu y Hokuriku.
- RS-ATC: Usado en los Shinkansen Tōhoku, Hkkaido, Hokuriku y Jōetsu en un nivel de respaldo del DS-ATC. El RS-ATC es similar al GSM-R en que las señales de radio se utilizan para controlar el límite de velocidad en los trenes, en comparación con las balizas en tierra utilizadas en otros tipos de ATC.
- ATC-NS: Utilizado por primera vez en el Tōkaidō Shinkansen desde 2006, el ATC-NS (que significa ATC-New System), es un sistema ATC digital basado en DS-ATC. También se utiliza en el Tren de Alta Velocidad de Taiwán y en el Sanyō Shinkansen.
- KS-ATC: Usado en el Kyūshū Shinkansen desde 2004. Significa Kyushu Shinkansen-ATC.

### Corea del Sur
Varias líneas de metro en Corea del Sur usan ATC, en algunos casos mejorado con ATO.

#### Busán
Todas las líneas usan ATC, y están mejoradas con ATO.

#### Seúl
Excepto en las Líneas 1 y 2 (solo unidades MELCO), todas las líneas usan ATC. La Línea 2 (unidades VVVF), las unidades de la Línea 5, las de la Línea 6, las de la Línea 7 y las de la Línea 8 tienen sus sistemas ATC mejorados con ATO.

## Europa

### Dinamarca
El sistema de ATC de Dinamarca (designado oficialmente como ZUB 123) es diferente al de sus países vecinos, Desde 1978 hasta 1987, el sistema ATC sueco se probó en Dinamarca, y entre 1986 y 1988 se implantó un nuevo sistema ATC diseñado por Siemens AG. Como consecuencia del accidente ferroviario de Sorø, sucedido en abril de 1988, el nuevo sistema se instaló progresivamente en todas las líneas principales danesas desde principios de la década de 1990 en adelante. Algunos trenes (como los empleados en el servicio Øresundståg y algunos trenes X 2000) tienen los sistemas danés y sueco, mientras que otros (por ejemplo, diez de los trenes ICE-TD) están equipados con los sistemas danés y alemán. Banedanmark, la empresa danesa de infraestructura ferroviaria, ha considerado que el sistema ZUB 123 está obsoleto, y se espera que toda la red ferroviaria danesa se convierta a ETCS Nivel 2 para 2030.
Sin embargo, el sistema ZUB 123 no se usa en la red Copenhague S-train, donde otro sistema de seguridad incompatible llamado HKT (da:Hastighedskontrol og togstop) ha estado en uso desde 1975, así como en la Línea Hornbæk, que usa un sistema ATP mucho más simplificado introducido en 2000. Este sistema está siendo reemplazado gradualmente por el más moderno estándar internacional de señalización CBTC a partir de 2022.

### Noruega
Bane NOR, la agencia del gobierno noruego para la infraestructura ferroviaria, utiliza el sistema sueco de ATC. Por lo tanto, los trenes generalmente pueden cruzar la frontera sin ser modificados especialmente. Sin embargo, a diferencia de Suecia, el sistema ATC utilizado en Noruega diferencia entre el ATC parcial (delvis ATC, DATC), que asegura que un tren se detenga cada vez que sobrepasa una señal en rojo, y el ATC completo (FATC), que, además de evitar el rebasamiento de las señales en rojo, también asegura que un tren no sobrepase su límite de velocidad máxima permitida. Una línea ferroviaria en Noruega puede tener instalado DATC o FATC, pero no ambas al mismo tiempo.
El ATC se probó por primera vez en Noruega en 1979, después del desastre del tren de Tretten, causado por el rebasamiento de una señal en rojo (SPAD), se produjera cuatro años antes. El DATC se implantó por primera vez en la sección Oslo S-Dombås-Trondheim-Grong entre 1983 y 1994, y el FATC se implantó por primera vez en la Línea Ofoten en 1993. La Línea Gardermoen de alta velocidad ha tenido instalado el sistema FATC desde su apertura en 1998. Después del accidente de Åsta en 2000, se aceleraron las obras para la puesta en servicio del DATC en la Línea Røros, que entró en funcionamiento en 2001.

### Suecia
En Suecia, el desarrollo del ATC comenzó en la década de 1960 (ATC-1) y se introdujo formalmente a principios de la década de 1980 junto con los trenes de alta velocidad (ATC-2/Ansaldo L10000). A partir de 2008, 9.831 km de los 11.904 km de vías mantenidas por la Administración de Transporte Sueca, la agencia responsable de la infraestructura ferroviaria, tenían instalado el ATC-2. Sin embargo, dado que el ATC-2 es generalmente incompatible con el ERTMS/ETCS (como en el caso de la Línea Bothnia, la primera línea ferroviaria en Suecia que utiliza exclusivamente ERTMS/ETCS), y con el objetivo de reemplazar finalmente el ATC-2 por el ERTMS/ETCS en las décadas siguientes, se ha desarrollado un módulo de transmisión especial (STM) que permite a los trenes cambiar automáticamente entre ATC-2 y ERTMS/ETCS.

### Reino Unido
En 1906, Great Western Railway en el Reino Unido había desarrollado un sistema conocido como "control automático de trenes". Nunca se abordó un desarrollo de este diseño, destinado a su uso en las señales de detención. Si el sistema fallaba por falta de alimentación eléctrica, la zapata de accionamiento permanecía sin energía, pero se activaba mecánicamente el estado de precaución. Por lo tanto, se trataba de un sistema a "prueba de fallos", un requisito fundamental de todo equipo de seguridad.
El sistema se implantó en todas las líneas principales de GWR, incluida la de Paddington a Reading, en 1908, y permaneció en uso hasta la década de 1970, cuando fue reemplazado por el sistema de alarma automático (AWS) de British Rail.

## América del Norte

### Canadá
A partir de 2017, el Comité de Tránsito de Toronto (TTC) comenzó la implantación del ATC en la Línea 1 Yonge-University del metro de la ciudad, a un costo de 562,3 millones de dólares, adjudicándose el contrato a Alstom en 2009. El sistema permite reducir la distancia entre los trenes de la Línea 1 durante las horas pico, y así poder aumentar el número de trenes que operan en la línea. Sin embargo, las obras no comenzarían hasta la entrega de los nuevos trenes compatibles con el ATC y la retirada de los antiguos trenes que no lo eran. El ATC se introdujo en fases, comenzando con una prueba el 4 de noviembre de 2017 durante el servicio regular entre las estaciones Dupont y Yorkdale. Se introdujo por primera vez de manera permanente con la apertura de la extensión del metro Toronto-York Spadina el 17 de diciembre de 2017, entre las estaciones de Vaughan Metropolitan Centre y Sheppard West. La implantación del sistema en el resto de la línea se realizó durante los cierres de fin de semana y en horario nocturno cuando el metro cerraba. Hubo retrasos en el proyecto, y los plazos para la conversión completa de la Línea 1 se pospusieron varias veces hasta 2022. La conversión al ATC de la estación Finch se completó el 24 de septiembre de 2022. La conversión de toda la Línea 1 al sistema ATC requirió la instalación de 2000 balizas, 256 señales y más de un 1 000 000 pies (305 km) de cable. También está planificado instalar el ATC en la Línea 5 Eglinton, aunque a diferencia de la Línea 1, el sistema en la Línea 5 será suministrado por Bombardier Transportation utilizando su tecnología Cityflo 650. El TTC tiene previsto convertir la Línea 2 Bloor–Danforth y la Línea 4 Sheppard al sistema ATC en el futuro, sujeto a la disponibilidad de fondos y pudiendo sustituir los actuales vehículos de la Línea 2 por trenes que estén preparados para el nuevo sistema, con una fecha estimada de finalización para 2030.

### Estados Unidos
Los sistemas ATC en los Estados Unidos casi siempre están integrados con los sistemas de señalización en cabina continuos existentes. El ATC proviene de la electrónica en la locomotora que permite disponer de algún tipo de control de velocidad basado en las entradas del sistema de señalización en la cabina. Si la velocidad del tren supera la velocidad máxima permitida para esa parte de la vía, suena una alarma de exceso de velocidad en la cabina. Si el maquinista no reduce la velocidad y/o no aplica los frenos, se acciona automáticamente un freno para detener el tren. Debido a los problemas de manejo y control más delicados con los trenes de mercancías de América del Norte, el ATC se aplica casi exclusivamente a locomotoras de pasajeros tanto en servicios interurbanos como de cercanías, y en trenes de mercancías que utilizan señales en cabina pero sin control automático de velocidad. Algunas compañías con ferrocarriles de pasajeros en líneas de alta densidad de tráfico, como Amtrak, Metro North y el Ferrocarril de Long Island, requieren el uso de control de velocidad en los trenes de mercancías que circulan en la totalidad o en alguna parte de sus sistemas.
Si bien la tecnología de control de velocidad y señalización de la cabina existe desde la década de 1920, la adopción del ATC solo se convirtió en un problema después de una serie de accidentes graves varias décadas después. El Ferrocarril de Long Island implantó dentro de su territorio su propio sistema de control automático de velocidad con señalización en cabina en la década de 1950, después de un par de accidentes mortales causados por señales ignoradas. Después del desastre del puente levadizo de Newark Bay, el estado de Nueva Jersey legisló el uso del control de velocidad en todos los principales operadores de trenes de pasajeros dentro del estado. Si bien el control de velocidad se usa en muchas líneas de pasajeros en los Estados Unidos, en la mayoría de los casos ha sido adoptado voluntariamente por los ferrocarriles propietarios de las líneas.
Solo tres ferrocarriles de carga, Union Pacific, Florida East Coast y CSX Transportation, han adoptado alguna forma de ATC en sus propias redes. Los sistemas de FEC y CSX funcionan en conjunto con señales de cabina con código de pulsos, que en el caso de CSX se heredó del Ferrocarril Richmond, Fredericksburg y Potomac en su única línea principal. Union Pacific lo heredó en parte de la línea principal este-oeste Chicago y Noroeste, y funciona junto con un sistema de señalización de cabina bimodal diseñado para usarse con el ATC. En CSX y FEC, los cambios de señal en cabina más imperativos requieren que el maquinista inicie una aplicación mínima de los frenos o se enfrente a una pauta más restrictiva, que detendrá el tren. Ninguno de los sistemas requiere un control de velocidad explícito o el cumplimiento de una curva de frenado. El sistema de Union Pacific requiere una aplicación inmediata del freno que no se puede liberar hasta que la velocidad del tren se haya reducido a 40 mph (64,4 km/h) (para cualquier tren que viaje por encima de esa velocidad). A continuación, la velocidad del tren debe reducirse hasta no rebasar las 20 mph (32,2 km/h) dentro de los 70 segundos posteriores a la llegada de la señal a la cabina. El no aplicar los frenos para reducir de velocidad se traducirá en la detención automática del tren.
Los tres sistemas ATC de mercancías brindan al maquinista un cierto grado de libertad para aplicar los frenos de manera segura y adecuada, ya que un frenado incorrecto puede resultar en un descarrilamiento o en la rotura de unacoplamiento. Ninguno de los sistemas está en vigor en trayectos difíciles o montañosos.